# Orde van 23 Augustus

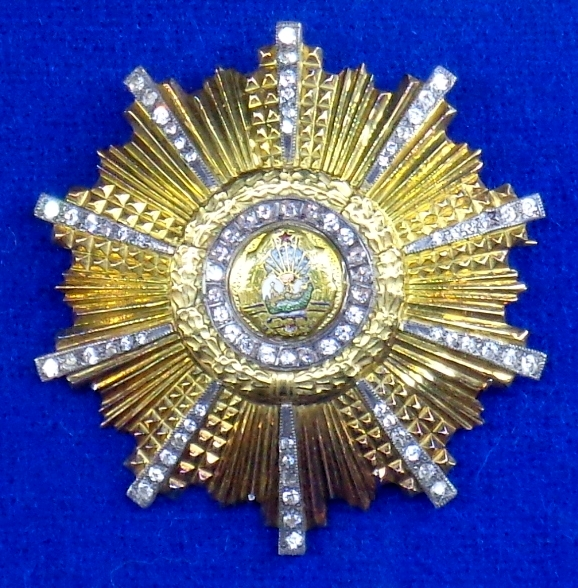
Orde van 23 Augustus

De Orde van 23 Augustus (Roemeens: "Ordinul 23 August") werd ingesteld door de regering van de volksrepubliek Roemenië. De regering stelde socialistische orden in met een rode ster als hoofdmotief. De Orde van 23 Augustus kreeg vijf klassen maar men vermeed aanduidingen als "Ridder" en "commandeur".
De 23e augustus 1944 werd als een revolutie gezien. De koning, Michael van Roemenië, liet de pro-Duitse dictator Antonescu arresteren en koos de zijde van de geallieerden.
- De Ie Klasse droeg de ster van de orde met 60 edelstenen op tien van de tachtig stralen op de linkerborst. Het medaillon met het landswapen is in een ring van vijfentwintig briljanten geplaatst.
- De IIe Klasse droeg de ster van de orde zonder edelstenen op de stralen. Het medaillon is wél in een ring van vijfentwintig briljanten geplaatst.
- De IIIe Klasse droeg de gouden ster van de orde aan een lint op de linkerborst.
- De IVe Klasse droeg de zilveren ster van de orde aan een vijfhoekig lint op de linkerborst.
- De Ve Klasse droeg de bronzen ster van de orde aan een vijfhoekig lint op de linkerborst.

Het kleinood was een ronde ster met in het midden het wapen van de volksrepubliek in het centraal geplaatste medaillon. Het lint was rood met een smalle blauw met gele bies. Op het baton werd een miniatuur bevestigd. De staatsraad verleende de onderscheiding voor verdiensten voor militaire, burgerlijke, wetenschappelijke, sociale en politieke verdienste. Ook "politieke instructie", dapperheid en leiderschap en doorzettingsvermogen tijdens gevechten werden met deze orde gehonoreerd. Prins Bernhard der Nederlanden droeg de ster Ie Klasse. Zie: de Lijst van onderscheidingen van prins Bernhard der Nederlanden.
De orde verdween in 1990 met de ondergang van de communistische dictatuur.
Orde van Michaël de Dappere ·
Orde van Carol I ·
Koninklijke Bene Merenti Orde ·
Orde van de Ster van Roemenië ·
Herinneringskruis voor Dames ·
Orde van het Kruis van Koningin Maria ·
Orde van Verdienste ·
Orde voor Trouwe Dienst ·
Orde van Verdienste voor de Landbouw ·
Orde van de Kroon van Roemenië ·
Orde van Ferdinand I ·
Orde voor Culturele Verdienste ·
Ereteken van de Roemeense Adelaar ·
Orde voor Dappere Vliegeniers ·
Orde van de Ster van de Volksrepubliek Roemenië ·
Held van de Socialistische Republiek Roemenië ·
Heldenmoeder van de Socialistische Republiek Roemenië ·
Held van de Socialistische Arbeid ·
Orde van de Overwinning van het Socialisme ·
Orde van Wetenschappelijke Verdienste ·
Orde van Medische Verdienste ·
Orde van Tudor Vladimirescu ·
Orde van de Ster van de Socialistische Republiek Roemenië ·
Orde van de Arbeid ·
Held van de Nieuwe Agrarische Revolutie

Zie ook: Ridderorden in Roemenië